# 수내동가옥(이택구가옥)
수내동가옥(이택구가옥)(數內洞家屋(李宅求家屋))은 대한민국 경기도 성남시 분당구 수내동, 분당중앙공원에 있는 건축물이다. 1989년 12월 29일 경기도의 문화재자료 제78호로 지정되었다.

## 개요
한산 이씨의 살림집 가운데 하나로 사용된 부재나 지은 수법으로 보아 19세기 말 건물로 추정한다.
바깥마당에 면한 一자형 문간채 뒤에 ㄱ자형 안채가 안마당을 둘러싸고 있어 전체적으로 ㅁ자형 배치를 이루고 있으며 안채 뒤로는 널찍한 뒷마당이 흙담에 둘러싸여 있다.
안채는 10칸 규모의 초가로 1칸 반 건넌방과 4칸 대청, 2칸 안방을 일렬로 배열하였고 안방 앞에서 꺾여 부엌과 광이 있다. 안방과 건넌방에는 반침이 설치되어 공간의 효용도가 높다.
문간채는 6칸 규모를 가진 초가인데 가운데에 대문이 있고 오른쪽에 온돌방이 있다.
현재 신도시 중앙공원 안에 자리잡고 있어 주변에 밀집한 아파트군과 좋은 대조를 이루고 있는데, 집 주위에는 마을 어귀에 있던 큰 느티나무와 연못, 정자터 등이 있다.
조선 후기에 지은 집으로 경기지방 살림집의 모습을 잘 보여준다.

## 참고 자료
- 수내동가옥(이택구가옥) - 국가유산청 국가유산포털